# 利奇菲尔德 (明尼苏达州)
利奇菲爾德（英語：Litchfield）是一個位於美國明尼蘇達州米克縣的都市。根據2010年美國人口普查，該地共人口6574人，而該地的面積約為13.99平方千米。同時該地也是米克縣的縣治。

## 地理
利奇菲爾德的座標為45°07′00″N 94°32′00″W / 45.11667°N 94.53333°W，而該地的平均海拔高度為344米（即1129英尺）。